# Tiếu ngạo giang hồ (phim truyền hình 2001)
Tiếu ngạo giang hồ (tiếng Trung: 笑傲江湖; bính âm: xiào ào jiāng hú) là một bộ phim truyền hình cổ trang võ hiệp của Trung Quốc được trình chiếu vào năm 2001, do Trương Kỷ Trung làm nhà sản xuất, được chuyển thể từ tiểu thuyết cùng tên của nhà văn Kim Dung. Phim có sự tham gia diễn xuất của Lý Á Bằng và Hứa Tình lần lượt trong các vai chính Lệnh Hồ Xung và Nhậm Doanh Doanh.

## Tóm tắt nội dung
Nhạc Linh San (con gái của chưởng môn phái Hoa Sơn Nhạc Bất Quần) dần nảy sinh tình cảm với đồng môn Lâm Bình Chi. Với dã tâm thôn tính Ngũ nhạc kiếm phái, chưởng môn phái Tung Sơn là Tả Lãnh Thiền đã lấy mạng Lưu Chính Phong của phái Hành Sơn và Khúc Dương (trưởng lão của Nhật nguyệt thần giáo, hay Ma giáo). Trước khi chết, hai người đã truyền lại bản nhạc "Tiếu ngạo giang hồ" cho Lệnh Hồ Xung, đệ tử phái Hoa Sơn. Mặc dù phải lòng Nhạc Linh San từ nhỏ, song Lệnh Hồ Xung không có được tình cảm của cô. Sau đó anh vô tình chạm mặt Nhậm Doanh Doanh (thánh cô của Ma giáo). Doanh Doanh và Hồ Xung dần nảy sinh tình cảm, khi Hồ Xung bị trọng thương, Doanh Doanh đã hy sinh nộp bản thân cho Thiếu lâm tự để họ dùng Dịch cân kinh cứu anh. Lệnh Hồ Xung còn từng bị Hướng Vấn Thiên lừa nhốt vào đại lao của Ma giáo thay thế cựu giáo chủ Nhậm Ngã Hành, người đang bị giam giữ ở đó suốt 10 năm, nhờ đó mà anh học được Hấp tinh đại pháp ở trong ngục. Trong lần giải cứu phái Hằng Sơn, anh vô tình được truyền lại chức danh chưởng môn của phái này, nơi tập hợp toàn các ni cô.

## Phân vai

### Nhân vật chính
| Diễn viên     | Nhân vật thủ vai | Nguồn             |
| ------------- | ---------------- | ----------------- |
| Lý Á Bằng     | Lệnh Hồ Xung     | [ 2 ] [ 3 ] [ 4 ] |
| Hứa Tình      | Nhậm Doanh Doanh | [ 3 ] [ 5 ]       |
| Miêu Ất Ất    | Nhạc Linh San    | [ 6 ]             |
| Trần Lệ Phong | Nghi Lâm         | [ 7 ] [ 8 ]       |

### Nhân vật phản diện
| Diễn viên        | Nhân vật thủ vai    |
| ---------------- | ------------------- |
| Lý Giải          | Lâm Bình Chi        |
| Lã Hiểu Hòa      | Nhậm Ngã Hành       |
| Nguy Tử          | Nhạc Bất Quần       |
| Đồ Môn           | Tả Lãnh Thiền       |
| Mao Uy Đào       | Đông Phương Bất Bại |
| Bành Đăng Hoài   | Dư Thương Hải       |
| Triệu Phúc Dư    | Lao Đức Nặc         |
| Lâm Phong        | La Nhân Kiệt        |
| Vương Thành      | Vu Nhân Hào         |
| Lý Trung Hoa     | Mộc Cao Phong       |
| Trương Hành Bình | Lục Bách            |
| Lý Kỳ Sơn        | Ngọc Cơ Tử          |
| Vương Văn Thăng  | Thành Bất Ưu        |
| Ngưu Bảo Quân    | Dương Liên Đình     |

### Các nhân vật khác
| Diễn viên        | Nhân vật thủ vai    |
| ---------------- | ------------------- |
| Lưu Đông         | Ninh Trung Tắc      |
| Ba Âm            | Hướng Vấn Thiên     |
| Tùng Chí Quân    | Khúc Dương          |
| Lý Cần Cần       | Định Dật            |
| Lý Chấn Bình     | Lâm Chấn Nam        |
| Lưu Trọng Nguyên | Mạc Đại tiên sinh   |
| Tu Tông Địch     | Lưu Chính Phong     |
| Củng Lập Phong   | Lục Đại Hữu         |
| Tang Kim Sinh    | Bất Giới            |
| Dương Côn        | Á bà bà             |
| Vu Thừa Huệ      | Phong Thanh Dương   |
| Hứa Kính Nghĩa   | Đào cốc lục tiên    |
| Cự Hưng Mậu      | Đào cốc lục tiên    |
| Mã Nham          | Đào cốc lục tiên    |
| Lý Hiểu Ba       | Đào cốc lục tiên    |
| Tôn Tồn Điệp     | Đào cốc lục tiên    |
| Vương Hâm Phong  | Đào cốc lục tiên    |
| Trương Kỷ Trung  | Vương Nguyên Bá     |
| Ngưu Tinh Lệ     | Lục Trúc Ông        |
| Tề Trung Khôn    | Tổ Thiên Thu        |
| Hàn Nhất Bằng    | Lão Đầu Tử          |
| Lý Phi           | Lam Phượng Hoàng    |
| Phong Tích Quân  | Phương Chứng đại sư |
| Dương Niệm Sinh  | Phương Sinh         |
| Ngụy Phong       | Đồng Bách Hùng      |
| Lý Cường         | Thiên Môn           |
| Nhan Phương      | Nghi Hòa            |
| Vương Chấn Vinh  | Xung Hư             |
| Vu Hoằng Châu    | Ngốc Bút Ông        |
| Bách Sam         | Đan Thanh Sinh      |
| Hàn Phúc Lợi     | Bảo Đại Sở          |
| Lý Kinh Kinh     | Tam Tam Nương       |
| Hạ Tông Học      | Hoàng Chung Công    |
| Ô Lan Bảo Âm     | Hắc Bạch Tử         |

## Sản xuất
Tiếu ngạo giang hồ là bộ phim truyện võ hiệp đầu tiên chuyển thể từ tiểu thuyết của Kim Dung do Trung Quốc đại lục (mà cụ thể là Đài Truyền hình Trung ương Trung Quốc) sản xuất và ghi hình. Để tránh những khuôn mẫu của những bản chuyển thể của Hồng Kông và Đài Loan trước đó và có được một thế giới đầy khí chất võ hiệp, đoàn phim đã lựa chọn những nơi đẹp nhất đại lục để ghi hình. Phim dự kiến chọn nơi khởi quay là Nội Mông vào ngày 5 tháng 8 năm 2000, nhưng sau đó đổi địa điểm bấm máy thành Vô Tích vào tháng 3 năm 2000, rồi tiếp tục ghi hình tại các ngọn núi ở tỉnh Chiết Giang, An Huy.

### Kịch bản
Ở những bản chuyển thể trước của Đài Loan và Hồng Kông, cốt truyện phim đã chỉnh sửa nhiều so với nguyên tác của Kim Dung, Mặc dù lo ngại về việc sửa nguyên tác, song Kim Dung vẫn cho phép CCTV bổ sung 5% cốt truyện ngoài nguyên tác đưa vào phim. Trọng tâm của những thay đổi nằm ở 5 tập phim đầu tiên. Theo như trong tiểu thuyết, những tình tiết như thảm án diệt môn hay rửa tay trong chậu vàng rất quan trọng, song chúng không cho phép Lệnh Hồ Xung xuất hiện, mà chỉ được miêu tả qua lời kể của Nghi Lâm. Đạo diễn Hoàng thì cho rằng, Lệnh Hồ Xung là nhân vật chính đầu tiên, và để người khác miêu tả ngoại hình của anh thì khó mà diễn đạt trên phim được, vì vây kịch bản phim đã thay đổi cho Lệnh Hồ Xung trực tiếp dấn thân vào xung đột giữa phe chính phái và tà phái, thậm chí còn chạm mặt thánh cô Doanh Doanh và bị cô truy sát.
Nhân vật bị cải biên nhiều nhất là Nhậm Doanh Doanh. Trong phim, cô đích thân xuất hiện ngay từ đầu, chứ không phải dưới thân phận bà bà như trong nguyên tác. Về điểm này, Kim Dung có chút hoài nghi, cho rằng để thánh cô xuất hiện dưới thân phận bà bà thì hợp lý hơn. Đạo diễn Hoàng giải thích: "Nhậm Doanh Doanh là nữ chính đầu tiên, vì thế nếu cô xuất hiện quá muộn thì khán giả sẽ không chấp nhận. Một khi Doanh Doanh xuất hiện thì Hướng Vấn Thiên cũng đi theo cô. Vì thế Hướng Vấn Thiên cũng được đưa lên phim sớm". Ngoài ra một cải biên lớn là Điền Bá Quang. Nhân vật này đã biến mất ở nửa sau nguyên tác, nhưng lên phim thì đổi thành Bất Giới hòa thượng bắt được Điền Bà Quang, rồi sau đó y còn hi sinh cứu mạng Nghi Lâm.
Đạo diễn Hoàng Kiện Trung đã đọc nguyên tác của Kim Dung nhiều lần, cho rằng tiểu thuyết "có trí tưởng tượng kỳ diệu, tình tiết hấp dẫn, tư tưởng truyền tải thâm thúy, tự nhiên nhưng không khiên cưỡng". Ông khẳng định mình muốn làm "một tác phẩm nghệ thuật, chứ không chỉ đơn thuần làm phim võ hiệp, và cho biết phong cách của phim sẽ khác hẳn những phim của Thành Long, Từ Khắc hay Lý Liên Kiệt, đặc biệt là "xóa bỏ khuôn mẫu của phim Hồng Kông-Đài Loan."

### Tuyển vai
Lựa chọn đầu tiên cho vai Lệnh Hồ Xung là nam diễn viên Thiệu Bính. Tuy nhiên do thái độ làm việc thiếu chuyên nghiệp nên anh bị đuổi khỏi đoàn phim chỉ sau 10 ngày. Lý Á Bằng được chọn thay thế và ban đầu từng bị nghi ngại về khả năng hóa thân Lệnh Hồ Xung. Khi anh lần đầu gia nhập đoàn phim, đạo diễn Hoàng chỉ chấm anh 60 điểm. Tuy nhiên sau khi ghi hình xong, ông phải thốt lên: "Diễn xuất của Lý Á Bằng về cơ bản là hoàn hảo". Anh ở đoàn trong hơn 5 tháng, Đạo diễn Hoàng còn rút các lá thăm cho anh, trong đó gồm nhân vật Lệnh Hồ Xung, mối quan hệ của Hồ Xung và các nhân vật khác trong toàn bộ tác phẩm, và sáu giai đoạn phát triển tính cách của Hồ Xung trên phim. Trên phim trường, Lý Á Bằng gặp nhiều khó khăn vì lần đầu đóng phim võ hiệp, nhưng về sau dần dần thích nghi được. Anh có tổng cộng 168 ngày quay trên phim trường, sống như người cổ đại: không thể xem tivi, đọc báo hay truy cập internet, gần như bị tách biệt khỏi thế giới.
Nhân vật Nhậm Doanh Doanh được giao cho diễn viên Hứa Tình thủ diễn. Trước đó cô chưa từng có kinh nghiệm đóng phim võ hiệp, và phải gấp rút học kiếm thuật để chuẩn bị cho vai diễn, dù vậy cô vẫn rất tự tin vì cho rằng có "những diễn viên không có nền tảng võ thuật nhưng vẫn đóng phim võ hiệp rất giỏi. Bởi vì họ rất chịu khó học hỏi. Đối với diễn viên thì việc học hỏi là rất quan trọng."
Vai Dư Thương Hải được giao cho Bành Đăng Hoài, một bậc thầy kịch Tứ Xuyên. Trong bữa tiệc của nội bộ đoàn phim, ông thường biến đổi khuôn mặt bằng mặt nạ làm cho đoàn phim sửng sốt, đặc biệt là Lý Á Bằng và Hứa Tình. Lý và Hứa đã cố bám theo Bành để khám phá bí mật của ông, song không tài nào tìm ra được.
Để hóa thân thành Nghi Lâm, nữ diễn viên trẻ Trần Lệ Phong đã cạo trọc đầu. Cô không những không hối hận về quyết định của mình, mà còn tỏ ra tự hào và cho rằng đầu trọc làm cho các đường nét trên khuôn mặt đẹp hơn. Cô còn tự hào so sánh mái đầu trọc của mình với mái đầu trọc Mao Uy Đào: "Mái đầu trọc của tôi đẹp hơn cô ấy".
Tỷ phú Mã Vân, một người hâm mộ truyện Kim Dung, từng đích thân đến phim trường để dự buổi tuyển vai, và đề nghị được đóng vai Phong Thanh Dương (vai diễn về sau thuộc về Vu Thừa Huệ).

### Nhạc phim
Nhạc phim do Triệu Quý Bình sáng tác, bao gồm 16 bài:
1. Tiếu ngạo giang hồ (笑傲江湖) do Lưu Hoan và Vương Phi trình bày (ca khúc cuối phim)[22]
2. Thiên địa tác hợp (天地作合) do Tống Tổ Anh trình bày
3. Nhân tâm vô cùng đại (人心无穷大) do Lưu Hoan trình bày
4. Bất tại kỳ trung bất lưu lệ (不在其中不流泪) do Vương Yến Thanh trình bày
5. Hữu sở tư (有所思) do Vương Yến Thanh trình bày
6. Đại hiệp - Lệnh Hồ Xung (大侠-令狐冲) (nhạc không lời)
7. Thánh muội - Nhậm Doanh Doanh (圣妹-任盈盈) (nhạc không lời)
8. Tiểu sư muội - Nhạc Linh San (小师妹-岳灵珊) (nhạc không lời)
9. Huyền Không tự - Nghi Lâm (悬空寺-仪琳) (nhạc không lời)
10. Tình duyên (情缘) (hợp xướng)
11. Tình sầu (情愁) (nhạc không lời)
12. Bi ca (悲歌) (nhạc không lời)
13. Đông Phương Bất Bại (东方不败) (nhạc không lời)
14. Hắc Mộc Nhai (黑木崖) (nhạc không lời)
15. Giang hồ phong vân (江湖风云) (nhạc không lời)
16. Giang hồ bí ngữ (江湖秘语) (nhạc không lời)

## Phát sóng và đón nhận

### Phát sóng
Bộ phim bắt đầu được phát sóng trên kênh CCTV vào khung giờ vàng bắt đầu từ ngày 26 tháng 3 năm 2001. Ngày 10 tháng 5 năm 2001, Kênh Vệ thị Trung văn đã tổ chức buổi họp báo chào mừng đoàn phim tới Đài Loan. Sau khi 20 tập phim đầu tiên được phát sóng trên Kênh Vệ thị Trung văn của Đài Loan, phim đã gây một cơn sốt lớn và được đón nhận nồng nhiệt. Khi phim được đài TVB chọn trình chiếu ở Hồng Kông, phim cũng nhận được phản ứng rất tốt từ người xem. Bộ phim cũng gây sốt tại khu vực Đông Nam Á, chẳng hạn như tại Singapore và Việt Nam. Tại Việt Nam, phim từng được trình chiếu trên các kênh sóng của VTV, VTC và SCTV.

### Đón nhận
Dẫu vậy, Tiếu ngạo giang hồ đã nhận phải một số phản hồi tiêu cực. Hai diễn viên Lý Á Bằng (vai Lệnh Hồ Xung) và Hứa Tình (vai Nhậm Doanh Doanh) đều bị chê là quá già. Sau khi bị các phương tiện truyền thông chỉ trích, đạo diễn Hoàng đã phải đứng ra bảo vệ đoàn phim và nói: sau 20 tập phim nữa, khán giả sẽ đồng cảm với Lệnh Hồ Xung của Lý Á Bằng, Nhậm Doanh Doanh của Hứa Tình. Trong một lần nhà văn Kim Dung làm khách mời tại một buổi tọa đàm, phim Tiếu ngạo giang hồ từng bị một giáo sư khoa văn học của đại học Đại Nam đem ra phê phán.
Theo thời gian, bộ phim được tái nhìn nhận và trở thành tác phẩm kinh điển trong dòng phim võ hiệp. Tờ Quang Minh nhật báo viết: "Bộ phim 'Tiếu ngạo giang hồ' không chỉ là một bộ phim võ thuật hay tác phẩm hài giải trí thông thường, mà còn là một tác phẩm văn nghệ có chiều sâu và có gu thẩm mỹ. Bộ phim kết hợp giữa kể chuyện và trữ tính, cực kỳ lãng mạn, thể hiện sự theo đuổi cái đẹp và sáng tạo nghệ thuật của dàn diễn viên và đạo diễn. Ngoài ra phim có những cảnh quay võ thuật đẹp, hoàng tráng và xuất sắc; quan trọng hơn, phim khắc họa các nhân vật với nhiều cá tính, cực kỳ đẹp và giàu triết lý. Tác giả Phó Địch Phi của Sina thì nhận xét: "'Tiếu ngạo giang hồ' đã gây sự phê phán của dư luận và chú ý xã hội, tạo thành hiện tượng văn hóa tốt... Tác phẩm là sự kết hợp của các yếu tố tình cảm, tư duy và tình cảnh. Vì thế mà bất kể là người Trung Quốc hay ngoại quốc, họ không chỉ hiểu văn hóa hiện đại, văn hóa cận đại mà còn hiểu được văn hóa cổ đại; không chỉ văn hóa bình dân, văn hóa đế vương mà còn hiểu cả văn hóa võ hiệp. Thông qua truyền hình, CCTV đã làm phong phú đời sống sinh hoạt của người dân và đáp ứng nhu cầu văn hóa ngày một tăng của người dân."